# Aplocera conjuncta
Aplocera conjuncta là một loài bướm đêm trong họ Geometridae.